# Banjole
Banjole je pobřežní vesnice v jižní části západní Istrie (Chorvatsko), 6 km jihovýchodně od Puly mezi zátokami Solin a Paltan. Administrativně náleží k opčině Medulin v Istrijské župě. V roce 2011 zde žilo 983 obyvatel, přičemž počet obyvatel pravidelně stoupá. Největší nárůst obyvatel zažily Banjole v letech 1981 až 2001, když počet obyvatel vzrostl o více než 63 % − před rokem 1981 se pohyboval kolem tří set.
Banjole je rybářská vesnice s přirozeně chráněným přístavem, jejíž obyvatelé se živí zejména rybolovem. Téměř každý dům má volný pokoj nebo vybavené apartmá. Ubytování je možné rovněž v penzionech a kempech. Pobřeží je členité, pokryté borovými lesy.
V Banjolích se nachází množství zátok, poloostrovů, přírodních pláží, sportovišť a rekreačních zařízení (tenisové kurty, turistické a cyklistické stezky, půjčovny loděk a motorových člunů). Možné je také sportovní rybaření.